# Gródek (gmina Borkowice)
Gródek – zniesiona nazwa kolonii w Polsce położona w województwie mazowieckim, w powiecie przysuskim, w gminie Borkowice.
Prywatna wieś szlachecka, położona była w drugiej połowie XVI wieku w powiecie radomskim województwa sandomierskiego.
Nazwa miejscowości została zniesiona z 2022 r.